# Karl von Larisch
Karl Heinrich Kuno von Larisch (* 2. August 1824 in Kümmritz; † 3. Oktober 1903 in Böckey, Landkreis Lüben) war ein preußischer General der Kavallerie.

## Leben

### Herkunft
Karl war ein Sohn des preußischen Majors a. D. Georg Karl Heinrich von Larisch (1786–1858) und dessen Ehefrau Ida, geborene von Stammer (1798–1876) aus dem Hause Görlsdorf. Sein älterer Bruder Alfred (1819–1897) war Herzoglich Anhaltinischer Staatsminister und Gutsbesitzer auf Kümmritz.

### Militärkarriere
Larisch besuchte Gymnasien in Luckau und Berlin. Am 21. November 1841 trat er in das 6. Kürassier-Regiment der Preußischen Armee ein und avancierte bis September 1843 zum Sekondeleutnant. Als solcher war er von April 1847 bis Mitte September 1850 Regimentsadjutant und kam anschließend in das 5. Kürassier-Regiment. Nach einer kurzzeitigen Verwendung als Führer der Ersatzeskadron wurde Larisch am 16. Dezember 1854 als Adjutant der 2. Kavallerie-Brigade nach Danzig kommandiert und im November 1855 zum Premierleutnant befördert. Unter Entbindung von diesem Kommando wurde Larisch am 12. April 1859 Rittmeister und für ein Jahr zur Dienstleistung als Eskadronführer beim 5. schweren Landwehr-Reiter-Regiment in Wohlau kommandiert. Daran schloss sich eine Kommandierung als Eskadronführer zum 2. kombinierten Ulanen-Regiment an, aus dem sich das Posensche Ulanen-Regiment Nr. 10 formierte. Larisch wurde am 1. Juli 1860 zum Eskadronchef ernannt und am 25. Juni 1864 als Adjutant der 9. Division nach Glogau versetzt. In dieser Stellung stieg er am 3. April 1866 zum Major auf und war für die Dauer der Mobilmachung anlässlich des Krieges gegen Österreich als Generalstabsoffizier zur kombinierten Landwehr-Kavallerie-Division des I. Reserve-Armee-Korps kommandiert. Nach dem Friedensschluss wurde Larisch etatsmäßiger Stabsoffizier im neugebildeten Dragoner-Regiment Nr. 15 und nach knapp drei Jahren am 21. Oktober 1869 zum Kommandeur des Magdeburgischen Kürassier-Regiments Nr. 7 ernannt. In dieser Stellung erfolgte am 26. Juli 1870 seine Beförderung zum Oberstleutnant.
Nach dem Beginn des Krieges gegen Frankreich brach Larisch sich auf dem Marsch in Dürkheim durch einen Sturz mit dem Pferd den rechten Arm. Er musste daraufhin sein Regiment abgeben und übernahm erst Mitte September 1870 vor Paris wieder das Kommando. Larisch beteiligte sich an der Belagerung der französischen Hauptstadt sowie an den Gefechten bei Évreux, Alençon und Bernay. Für sein Verhalten mit dem Eisernen Kreuz II. Klasse ausgezeichnet, avancierte Larisch Mitte Januar 1872 zum Oberst und wurde am 15. Juni 1875 unter Stellung à la suite seines Regiments zum Kommandeur der 5. Kavallerie-Brigade in Frankfurt (Oder) ernannt. Noch als Generalmajor übernahm er am 11. November 1882 die 6. Division in Brandenburg an der Havel und wurde zehn Tage später zum Generalleutnant befördert. Unter Verleihung des Roten Adlerordens I. Klasse mit dem Emailleband des Kronenordens wurde Larisch am 15. Januar 1887 mit der gesetzlichen Pension zur Disposition gestellt.
Nach seiner Verabschiedung verlieh ihm Kaiser Wilhelm II. am 20. September 1890 noch den Charakter als General der Kavallerie.

### Familie
Larisch hatte sich am 8. Juni 1854 in Elbing mit Marie von Cedestolpe (1838–1878) verheiratet. Aus der Ehe gingen folgende Kinder hervor:
- Georg Karl Kuno Alfred (1856–1952), preußischer General der Infanterie; ⚭ 1896 Elisabeth von Sperber (1875–1958)
- Ellen Martha (* 1858) ⚭ 23. Juli 1881 Harald von der Groeben (1856–1926), preußischer Generalleutnant
- Gerhard Otto (1863–1923), preußischer Hauptmann im 2. Garde-Regiment zu Fuß

⚭ 1892 Editha Freiin von Weiler (* 1874), gesch. 1919
⚭ 1920 Ida von Pustau (* 1899), gesch. 1921
- Ida Elisabeth Irmengard (1875–1959) ⚭ 13. Januar 1905 Friedrich von der Lühe (1864–1945)

Nach dem frühen Tod seiner Frau ehelichte Larisch am 24. September 1887 seine Nichte Ernestine Johanne Marie von Larisch (1860–1944).